# Oksytańczycy
Oksytańczycy – naród romański zamieszkujący Oksytanię; mają własny język, którym posługuje się jednak mniejszość grupy (według niektórych źródeł 500 tysięcy, a według innych 2 miliony). Większość Oksytańczyków mieszka we Francji, inne zamieszkiwane przez nich państwa to Hiszpania (dolina Aran),  Włochy (Valadas Occitanas) i Monako.  

## Dane demograficzne

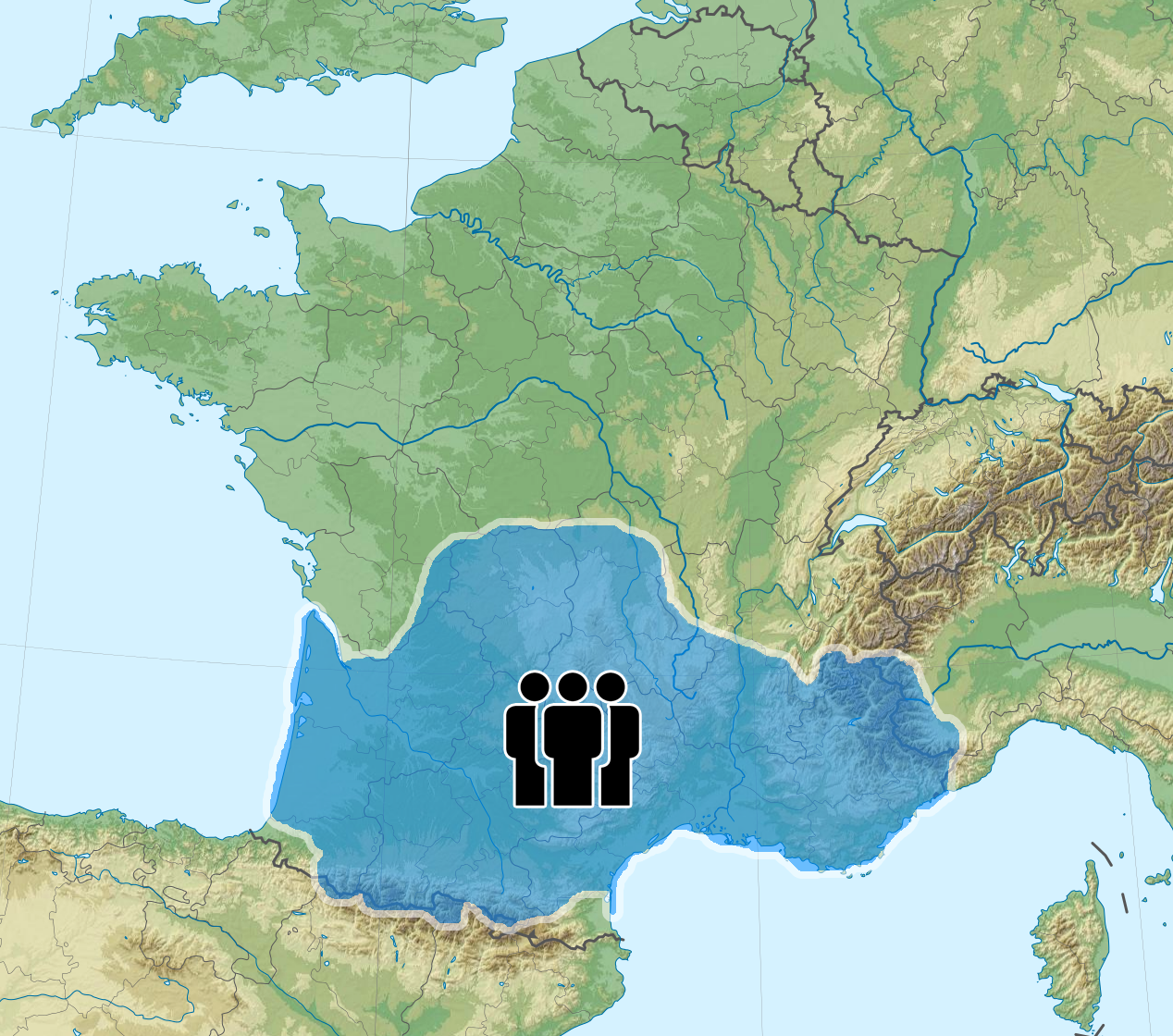
Obszar zamieszkiwany przez Oksytańczyków

Liczebność Oksytańczyków wynosi łącznie około 16 milionów. 
Miasta o największych populacjach Oksytańczyków to: Marsylia (807 071), Tuluza (465 423), Nicea (375 892), Bordeaux (218 948) i Montpellier (244 300).  

## Religia
Większość Oksytańczyków wyznaje chrześcijaństwo (od 75 do 90%),  choć istnieją znaczące wspólnoty muzułmanów tudzież protestantów.